# 태림포장
태림포장 주식회사는 경기도 시흥시 공단1대로 379번안길 74에 본사를 둔 골판지 기업이다.